# Projekt 1166.1 Gepard
Projekt 1166.1 Gepard är en rysk fregattklass, bestående av fartygen Tatarstan och Dagestan. Vietnams flotta har också två fregatter i klassen; HQ-011 Dinh Tien Hoang och HQ-012 Ly Thai To, och ytterligare två under konstruktion.[när?]